# Сарджу, Рам
Рам Сарджу (нидерл. Ram Sardjoe; род. 10 октября 1935, Парамарибо) — государственный и политический деятель Суринама. С 2005 по 2010 год являлся вице-президентом страны.

## Биография
Родился 10 октября 1935 года в Парамарибо. Работал преподавателем в Университете Суринама, затем присоединился к Прогрессивной реформистской партии Суринама. В 1953 году основал социокультурное объединение Hisdostani Nawyuwak Sabha, заняв должность первого секретаря, а затем президента. В 1964 году Рам Сарджу стал членом организации Estado de Surinam, предшественника Национального собрания Суринама. После смерти Джагерната Лахмона в 2001 году занимал должность председателя Национальной ассамблеи Суринама до 25 мая 2005 года.
В 2005 году президентом Суринама был переизбран Рональд Венетиан, а вице-президентом страны стал Рам Сарджу. 12 августа 2010 года президентом страны стал Дези Баутерсе, а вице-президентом Роберт Амирали.